# Ingrid Marie Rivera
Íngrid Marie Rivera Santos, née le 8 octobre 1983 à Luquillo au Porto Rico, est une actrice et mannequin portoricaine. Elle a été couronnée Miss Monde Porto Rico (en) en 2005 et a représenté son pays à Miss Monde 2005. Par la suite, elle a été couronnée Miss Porto Rico Univers 2008 (en) et a représenté son pays à Miss Univers 2008.